# François-Joseph Gossec
François-Joseph Gossec (ur. 17 stycznia 1734 w Vergnies w prowincji Hainaut, zm. 16 lutego 1829 w Passy koło Paryża) – kompozytor francuski, przedstawiciel stylu mannheimskiego w muzyce francuskiej.
Kompozytor pochodził z rodziny o korzeniach belgijskich. W 1784 roku założył w Paryżu szkołę śpiewu, z której w 1795 roku powstało konserwatorium.
Uważany był za oficjalnego kompozytora republiki w czasie rewolucji francuskiej. Pisał muzykę na wszystkie uroczystości patriotyczne: hymny, symfonie, pieśni patriotyczne, marsze i opery. Był m.in. autorem muzyki na pogrzeb Woltera. Zasłynął jako twórca symfonii francuskiej. Jednym z jego najważniejszych dzieł jest Requiem, na którym częściowo wzorował się Wolfgang Amadeus Mozart.
Odznaczony Legią Honorową (1804).